# Ivana Stanković (umetnica)
Ivana Stanković (1973, Niš) srpska je umetnica, likovna grafičarka i nastavnica.

## Biografija
Ivana Stanković je rođena u Nišu, Srbija. Završila je Umetničku školu u Nišu 1992. godine u kojoj i radi od 1999. godine. Diplomirala je na Fakultetu umetnosti u Prištini, odsek likovna grafika u klasi prof. Zorana Jovanović Dobrotina 1997. godine. Magistarske studije Fakulteta likovnih umetnosti u Begradu završila je 2002. godine u klasi profesorke Biljane Vuković. Član je ULUS-a, Niškog grafičkog kruga, BG grafičkog kolektiva od 1999. godine
Samostalno je izlagala četrnaest puta. Učestovala je na preko sto osamdeset kolektivnih izložbi širom Srbije i inostranstvu (Kanada, Meksiko, SAD, Hrvatska, Makedonija, Bugarska). Više od dvadeset internacionalnih simpozijuma i umetničkih kolonija u zemlji i inostranstva ( 2010. simpozijum „Књига-Bogen-the Book“ u Orxasu, Danksa (Aarhus, Denmark), Grafička kolonija Smederevo, Slikarska kolonija Sićevo, Međunarodna likovna kolonija Studencia, Međunarodno likovno saborovanje Višegradu). Nagrađivana za pedagoški i mentorski rad. 

## Samostalne izložbe
- 2014. Sofija, Galerija Sezoni
- 2013. Niš, Paviljon u Tvrđavi
- 2012. Beograd, Galerija Grafički kolektiv[1][2]
- 2009. Beograd, Galerija Beogradske tvrđave
- 2009. Kragujevac, Gradska galerija Mostovi Balkana
- 2005. Niš, Salon 77, Galerija savremene likovne umetnosti Niš
- 2004. Vranje, Galerija Narodnog univerziteta
- 2004. Bitolj, Dom kulture
- 2003. Skoplje, Galerija Kulturnog informativnog centra
- 2003. Ohrid, Galerija Doma kulture “Grigor Prličev”
- 2003. Niš, Galerija RAM ART
- 2002. Kraljevo, Galerija ULUK
- 2002. Beograd, Galerija Grafički kolektiv
- 1999. Beograd, Galerija “Glas”

## Priznanja
- 1997. (otkupna) Ministarstvo kulture na izložbi malog formata BG grafičkog kolektiva
- 1999. FLU Priština
- 1999. FLU Priština, Nagrada za mladog autora izlagača na izložbi male grafike Niškog grafičkog kruga,
- 2001. „Mali pečat“ Niškog grafičkog kruga.
- 2013. Učestvovanje na konkursu za nagradu Bogomil Karlavaris (za istaknute rezultate i poseban doprinos u oblasti likovnog vaspitanja i obrazovanja dece i omladine), učesnik i dobitnik Pohvale za kolekciju
- 2011. Nagrada za kreativan rad Umetničkoj školi u Nišu i pedagogu Ivani Stanković, Považska Bystrica, Slovačka
- 2011.  Nagrada kao mentoru za najbolju kolekciju Umetničkoj školi Niš Festival Interetno, Subotica
- 2011. Diploma profesoru grafike, na Međunarodnom bijenalu mladih u Poljskoj u gradu Torunju
- 2009. Diploma profesoru grafike, na Međunarodnom bijenalu mladih u Poljskoj u gradu Torunju
- 2009. Nagrada kao mentoru za najbolju kolekciju Umetničkoj školi Niš Festival Interetno, Subotica
- 2008. Diploma profesoru grafike, na Međunarodnom bijenalu mladih u Poljskoj u gradu Torunju
- 2007. Diploma profesoru grafike, na Međunarodnom bijenalu mladih u Poljskoj u gradu Torunju
- 2006. Diploma profesoru grafike, na Međunarodnom bijenalu mladih u Poljskoj u gradu Torunju

## Umetnička knjiga
- 2014. Blajkovićeva 29/I, autorski projekat Suzane Vučković, tri autora
- 2012. Avgust 2012. u Srbiji, deset autora, međunarodna saradnja
- 2012. Grafička radionica Sićevo, deset autora, međunarodna saradnja
- 2011. Omaž Ivi Andriću- Na Drini ćuprija, devet autora iz pet različitih zemalja ( Srbija, Republika Srpska, Danska, Belgija i Kanada).
- 2008. Pont, Most, Bridge, jedanaest autora iz četiri različitih zemalja ( Srbija, Danska, Belgija i Kanada).

## Značajne, grupne izložbe
- 2019 - Izložba „Ex libris NIŠVILLE” – Galerija Barutana u Tvrđavi, Niš
- 2019 - „Prepoznavanje“ - Kruševac, Niš, Čačak, Kraljevo, Cetinje, Vidin, Beograd
- 2019 - Jesenja izložba ULUS-a - Paviljon Cvijeta Zuzorić, Beograd
- 2019 - Godišnja izložba male grafike- Grafičkog kolektiva u Beogradu
- 2018 - The Graphic Art Biennial of Szeklerland – Rumunija
- 2018 - Aktuelna srpska grafička scena – Galerija „ Akademija“, Sofija
- 2015, 2016, 2017, 2018 - Izložba male grafike - Grafički kolektiv, Beograd
- 2015, 2016, 2017, 2018 - Majska izložba grafike - Grafički kolektiv, Beograd
- 2014 - Drugo međunarodno trijenale grafike - Beograd
- 2014 – August in Art – Festival umetnosti u Varni, Sofija
- 2014 - Majska izložba grafike - Grafički kolektiv, Beograd
- 2013 - Majska izložba grafike - Grafički kolektiv, Beograd
- 2013 - Izložba male grafike - Grafički kolektiv, Beograd
- 2013 - Alexandrina International Biennale For Miniature Graphics – Third Round - Alexandria, Egypt.
- 2012 - Izložba male grafike - Grafički kolektiv, Beograd
- 2012 - Prvo Međunarodno bijenale male grafike – Paviljon u tvrđavi, Niš
- 2012 - Povezivanja (easly connected) - KIC, R.Makedoniji
- 2012 - Povezivanja (easly connected) -  Evropski kutak, Niš
- 2012 - Povezivanja (easly connected) - Kulturno informativni centar, Skoplje
- 2012 - Majska izložba grafike - Grafički kolektiv, Beograd
- 2012 - Mini-Prints Exhibition and Symposium – Tajpei, Taiwan
- 2012 - International Mini Prints Exhibition 2012, USA, (http://lauderhillartscenter.org/Pages/default.aspx)
- 2011 - Izložba male grafike Grafički kolektiv, Beograd
- 2011 - Prvi međunarodni trijenale grafike , – Paviljon Cvijeta Zuzorić, Beograd
- 2011 - Majska izložba grafike - Grafički kolektiv, Beograd
- 2010 - Pergament Srbija, UNESKO, Pariz 2010. Autorski projeket Leposave Milošević Sibinović
- 2010 - Kirsten Kjaers Museum, Frostrup, Danska
- 2010 - Bijenale minijature, Gornji Milanovac
- 2009 - UMETNIČKA GRAFIKA I SAVREMENI MEDIJI, Moderna galerija Likovni susret Subotica
- 2008 - Bijenale grafike, – Paviljon Cvijeta Zuzorić, Beograd
- 2008 - 44.Zlatno pero  Beograda, Galerija Progres, Beograd
- 2008 - Prolećna izložba ULUS-a, – Paviljon Cvijeta Zuzorić, Beograd
- 2007 - Izložba “Sećanja na Zorana Marjanovića”, Grafički kolektiv,  Beograd
- 2006 - Slikarska kolonija “Sićevo 2005” – Paviljon u tvrđavi, Niš
- 2006 - Izložba “Sećanja na Zorana Marjanovića”, Paviljon u Tvrđavi, Niš
- 2004 - Trijenale grafike u Sofiji –“Šipka 6”, Sofija (Bugarska)
- 2003 - Bijenale grafike, Varna (Bugarska)
- 2003 - Međunarodno bijenale suve igle, Užice
- 2003 - Izložba Ex - libris “ Čovjek i riba”- Rijeka, Hrvatska
- 2002 - Savremeno slikarstvo Niša – Paviljon Cvijeta Zuzorić, Beograd
- 2002 - Interbalkan forum of contemporary miniature art, Thessaloniki, Greece, (Solun, Grčka)
- 2002 - Učesnik u strip magazinu ŽENSKA PRAVA SU LJUDSKA PRAVA – Izdavač ASOCIJACIJA ZA ŽENSKU INICIJATIVU I ALTERNATIVNA ŽENSKA SCENA LUNA - Vršac
- 2002 - Majska izložba grafike - Grafički kolektiv, Beograd
- 2002 - Prolećna izložba ULUS-a – Paviljon Cvijeta Zuzorić, Beograd
- 2002 - Izložba male grafike, Grafički kolektiv, Beograd
- 2001 - Prolećna izložba ULUS-a – Paviljon Cvijeta Zuzorić, Beograd
- 2001 - Bijenale crteža i male plastike – Paviljon Cvijeta Zuzorić, Beograd
- 2001 - Izložba “Studenica 2001” – Kraljevo
- 2001 - Izložba grafika “Studenica 2001” – Kraljevo
- 2001 - Bijenale grafike – Varna
- 2001 - Izložba Ex – libris “Stara pisma”- Rijeka
- 2000 - Izložba male grafike NGK-a  Centar za grafiku i vizuelna istraživanja, Beograd
- 1999 - Ex – libris “DRVO” – Meksiko
- 1998 - Međunarodno bijenale grafike – Paviljon Cvijeta Zuzorić, Beograd
- 1997 - Izložba NGK,  Šipka 6, Sofija
- 1997 - Izložba NGK, Toront. Kanada

## Spoljašnje veze
- Ivana Stanković na sajtu saatchiart.com